# Teorema lui Darboux (analiză matematică)
A nu se confunda cu teorema lui Darboux din cadrul geometriei diferențiale.
Teorema lui Darboux (numită și Teorema valorilor intermediare) este o teoremă din analiza matematică, care poartă numele lui Jean Gaston Darboux.

## Proprietatea lui Darboux
Fie {\displaystyle I\subseteq \mathbb {R} \!} un interval și {\displaystyle f:I\rightarrow \mathbb {R} \!} o funcție.
Vom spune că f are proprietatea Darboux dacă:
{\displaystyle \forall a,b\in I,\;a<b\!}  și {\displaystyle \forall \gamma \!}  cuprins între f(a) și f(b), există {\displaystyle c\in (a,b)\!} astfel încât {\displaystyle f(c)=\gamma .\!}
Vom nota cu {\displaystyle {\mathcal {Da}}(I)\!} mulțimea tuturor funcțiilor {\displaystyle f:I\rightarrow \mathbb {R} \!} care au proprietatea Darboux. 
Fie E un interval.
Funcția continuă {\displaystyle f:E\rightarrow \mathbb {R} \!} are proprietatea lui Darboux pe interval dacă:
  Pentru {\displaystyle \forall \lambda \in \mathbb {R} \!} situat între {\displaystyle f(a)\!} și {\displaystyle f(b)\!} ecuația {\displaystyle f(x)=\lambda \!} are cel puțin o soluție {\displaystyle x_{\lambda }\!} în intervalul {\displaystyle (a,b).\!}

## Teorema lui Darboux
Fie I interval și funcția f:I→R derivabilă. Atunci f' are proprietatea lui Darboux.

## Observație
Funcția {\displaystyle f:I\rightarrow \mathbb {R} \!} are proprietatea Darboux {\displaystyle \Leftrightarrow \;\forall a,b\in I,\;a<b,\!} mulțimea valorilor funcției f pe [a, b], adică mulțimea {\displaystyle f([a,b]),\!} conține toate numerele reale cuprinse între f(a) și f(b).
Altfel spus, o functie cu proprietatea lui Darboux transforma orice interval intr-un interval.